# Georgetown, Washington, D.C.

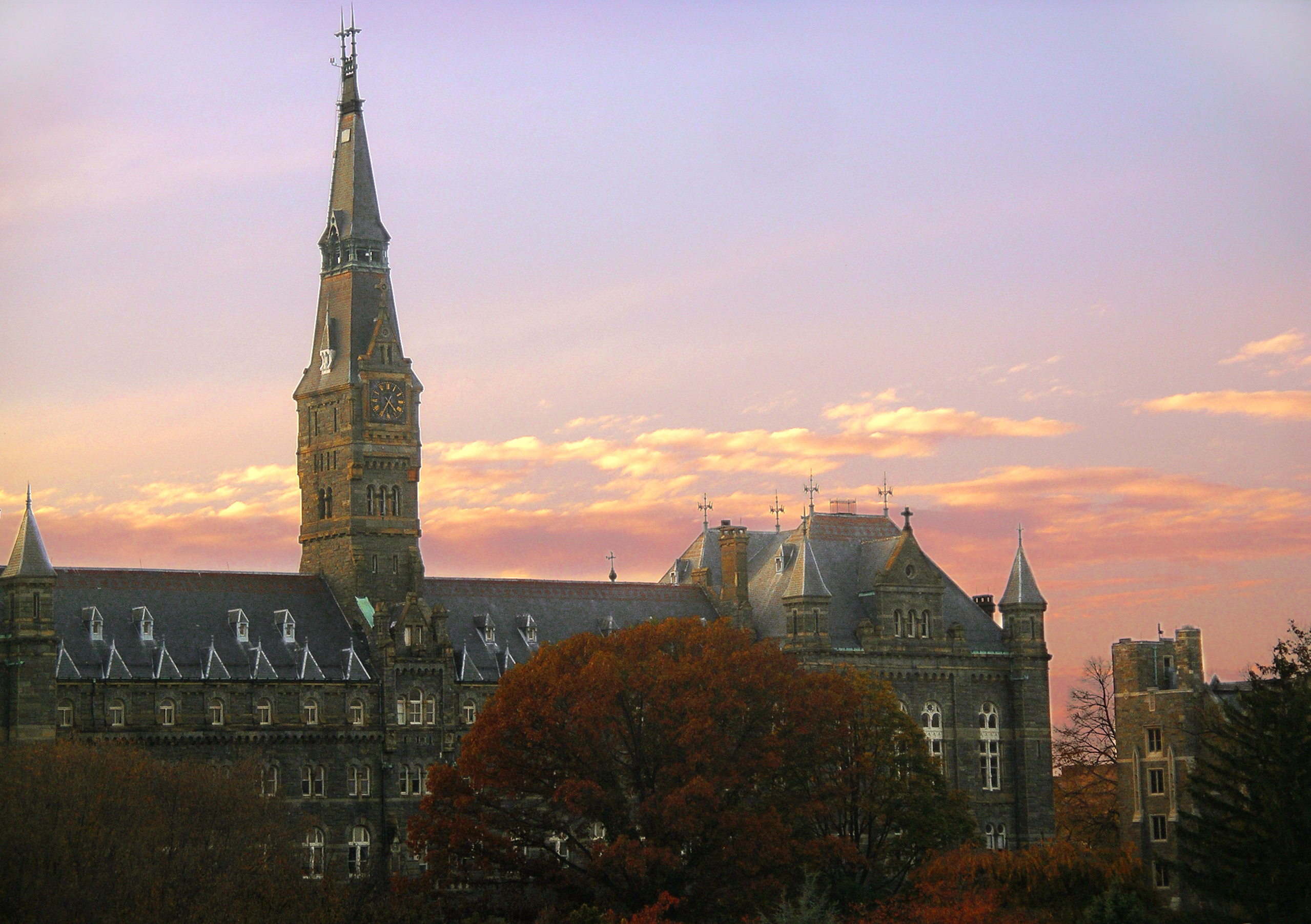
Georgetown University

Georgetown är en stadsdel i USA:s huvudstad Washington, D.C. vid Potomacfloden.

## Bakgrund
Georgetown var tidigare en egen stad, grundad 1751 (första europeiska bosättningen 1696) och således äldre än det egentliga Washington vars centrum ligger några kilometer åt sydost. Georgetown slogs samman med Washington i två steg (1871 och 1895), varför District of Columbia numera endast består av en stad - Washington. Georgetown upplevs ännu som en "stad i staden" med en samlad och särpräglad arkitektur som avviker från resten av Washington. Den har ett affärscentrum från kolonialtiden omgivet av bostadshus från slutet av 1700-talet och framåt. Georgetown är ändpunkten för Cheasapeake & Ohio Canal (C & O Canal) som öppnades 1834 och stängdes för kommersiell trafik 1924 när järnvägen sedan länge tagit över transporterna. Då hade även Georgetowns hamnverksamhet redan till stor del flyttats till Baltimore. Kanalens pråmar drogs av mulor och sommartid kan man ta sig en kortare demonstrationstur på autentiskt vis.
Georgetown började, efter en nedgångsperiod under 1900-talets första del, efter andra världskriget bli en alltmer populär stadsdel. Efter att en trafikled på pelare dragits genom Georgetown nära strandlinjen var både stadens invånare och rikspolitiska elit mycket upprörda. 1950 förklarades därför hela stadsdelen som historisk och sedan denna dag prövas noggrant alla förändringar och renoveringar av stadsbilden (Public Law 808 of the historic district of Old Georgetown). John F. Kennedy valde att bosätta sig här redan innan bröllopet med Jacqueline Bouvier. Parets enorma popularitet bidrog till att Georgetown fick fortsatt uppsving och att slitna hus samt infrastruktur nu varsamt renoverades upp. Georgetown är numer en av huvudstadens absolut mest exklusiva bostadsområden med promenadavstånd till butiker, antik och konstgallerier, restauranger, musikklubbar med mera. Wisconsin Avenue och M-street är pulsådrorna. Många prominenta personer är bosatta här.
Vid det gamla hamnområdet finns nu en stadspark och Washington Harbor som är ett 80-talskomplex med restauranger och utserveringar med fin utsikt över Potomacfloden, Watergate, Kennedy Center och Arlington i Virginia. Bredvid komplexet ligger den svenska ambassaden, House of Sweden, som är granne med en roddarklubb på andra sidan gatan vid Potomacfloden.
Det mycket kända Georgetown University ligger i stadsdelen.

## Kuriosa
I Georgetown spelades delar av skräckfilmen Exorcisten in. De utomhustrappor som används i filmen går under namnet The Exorcist Steps. Sedan dess så ses och används Georgetown flitigt i både långfilmer och olika TV-serier.
I en byggnad (Canal Square Building) intill kanalen utvecklade Herman Hollerith mot slutet av 1800-talet en hålkortsmaskin. En sådan användes som tidig "datamaskin" i 1890 års folkräkning och sparade därmed enormt mycket tid och pengar. Genom en sammanslagning av Holleriths bolag med två andra bildades 1911 det bolag som 1924 namnändrades till IBM
Volta Street har fått namnet efter att Alexander Graham Bell 1880 fick det av Napoleon Bonaparte instiftade Voltapriset för sin uppfinning telefonen. För pengarna startade Bell ett institut för döva som ännu finns kvar i hörnet 35:e och Volta. Bell var även en av grundarna till National Geographic som har sitt säte i Washington, DC.
Georgetown har fler än 120 restauranger.